# طربوش

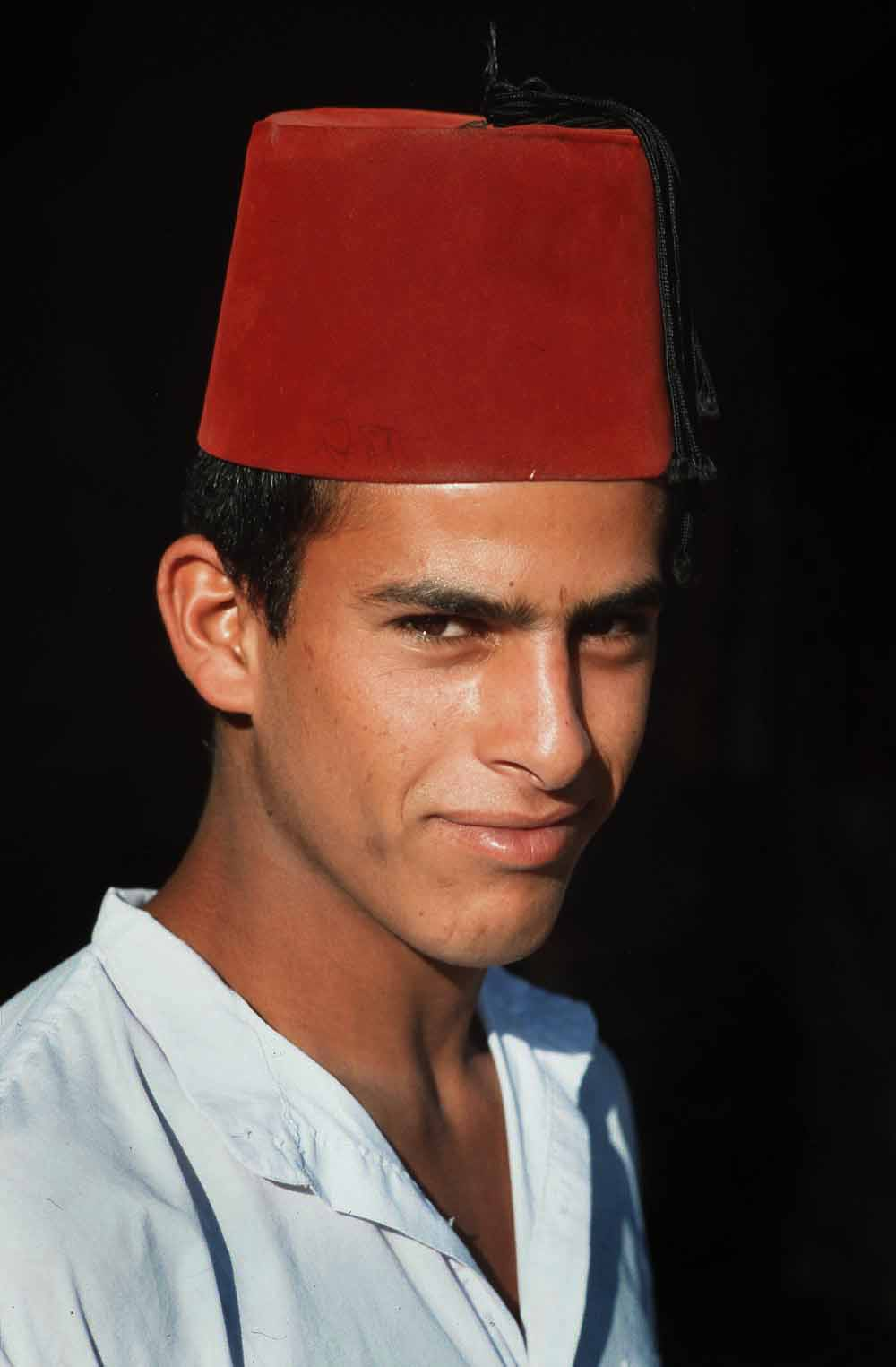
رجل يرتدي الطربوش المغربي

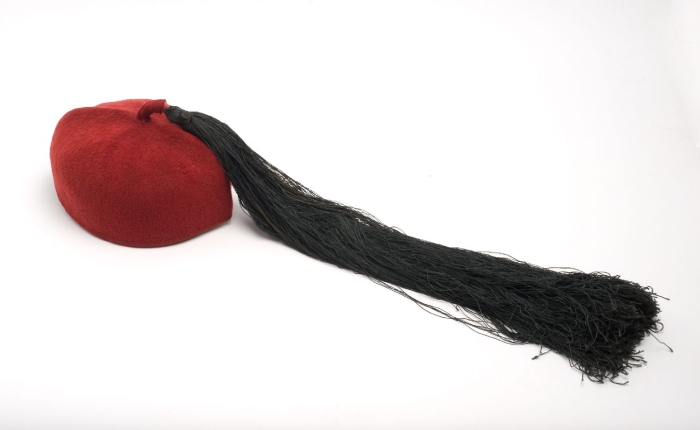
نوع من أنواع الطربوش مغربي

الطربوش أو الشاشية هو غطاء للرأس كالقبعة أحمر اللون أو من مشتقات اللون الأحمر بين الأحمر الفاتح والأحمر الغامق أو أبيض اللون وهو على شكل مخروط ناقص تتدلى من جانبه الخلفي حزمة من الخيوط الحريرية السوداء. تختلف الروايات حول بداية ظهور الطربوش في مصر، فيقال ان بداية صناعته تعود إلى نحو 400سنة، و أول ظهور له كان في اليونان ألبانيا، ثم انتقل إلى العرب خلال الحقبة العثمانية، فأصدر السلطان سليمان القانوني عدة فرمانات في غرب المنطقة ومشارقها بتعميمه كزي بروتوكولي، ش اع استعماله في بلاد الشام ومصر وبلاد المغرب.

## أصل الكلمة
أصل كلمة "طربوش: فارسي، وهو "سربوش"، أي غطاء الرأس، ثُم حُرفت إلى "شربوش". ورد في "النجوم الزاهرة":
وقد وردت الكلمة أيضًا في شعر ابن النبيه، فقال:
ثم عُربت الكلمة الفارسية ثانية وصارت «طربوش».
أما كلمة الشاشية فيقال أنها مشتقة من الشاش وهي بلدة في بلاد ما وراء النهر من أعمال سمرقند.

## التاريخ

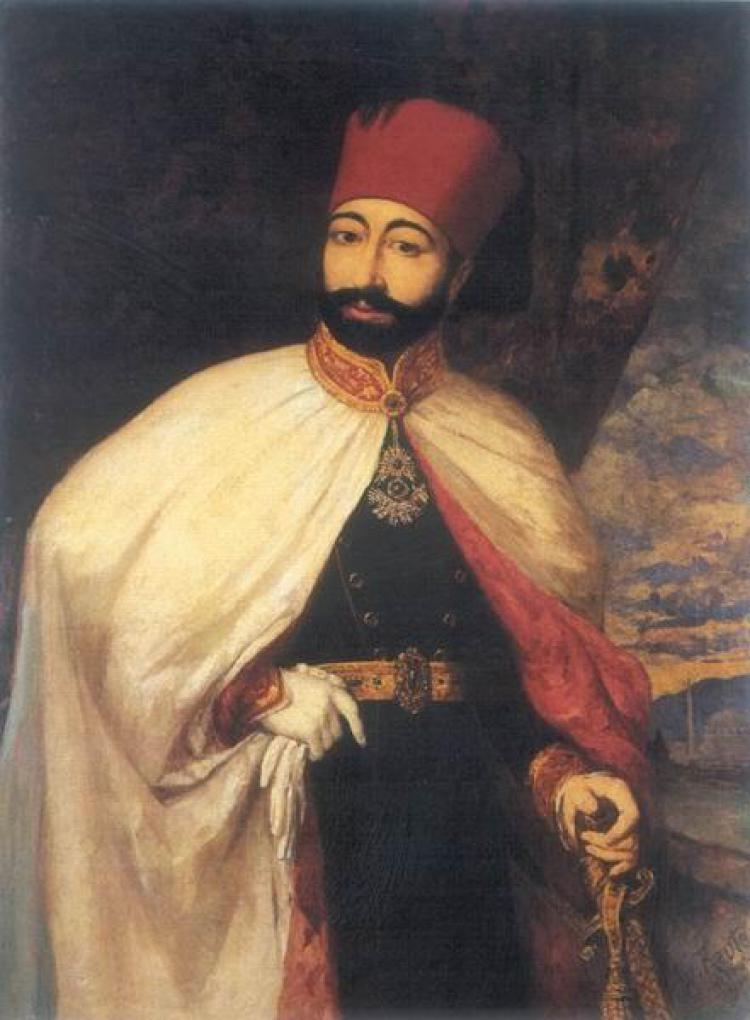
صورة للسلطان العثماني محمود الثاني

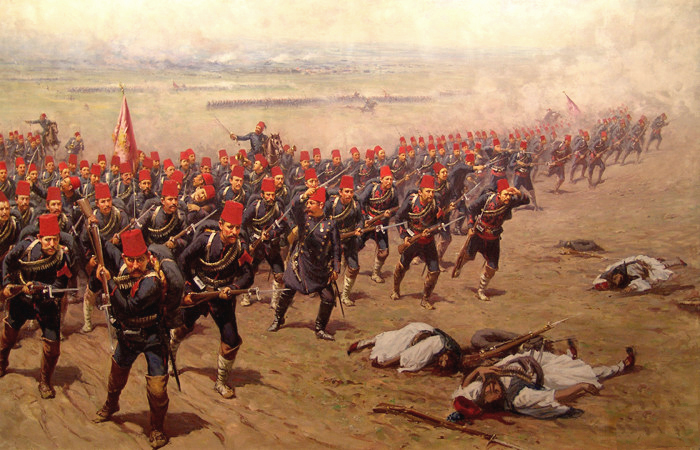
الجنود العثمانيون يرتدون طرابيش أثناء الحرب اليونانية التركية (1897)

الطربوش نفسه إما أن يكون ذا منشأ يوناني قديم، أو تونسي، أو مغربي أو تركي. كانت الطرابيش شائعة خاصة خلال الفترة الأخيرة من عهد الدولة العثمانية حيث انتشر استخدامه في جميع أنحاء الإمبراطورية.
في البداية، كان الطربوش عبارة عن قبعة حمراء أو بيضاء أو سوداء اللون بلا حواف، لُفّت عمامة فوقها (على غرار الكوفية الملفوفة). فيما بعد، استُغني عن العمامة، واقتصر الأمر على القبعة، وعلى اللون الأحمر. كما استخدم المصلّون المسلمون الطربوش أثناء الصلاة لسهولة تأدية السجود به بدلاً من أغطية الرأس ذات الحواف.
حالياً، يقتصر استخدام الطربوش على المغرب والجزائر وتونس، وربما علماء الدين الذين يضيفون العمامة البيضاء أو الملونة السادة أو المنقوشة حول الطربوش. هناك نوعان من الطرابيش بعضها تصنع من الصوف المضغوط (اللباد) أو من الجوخ الملبس على قاعدة من القش أو الخوص المحاك على شكل مخروط ناقص.

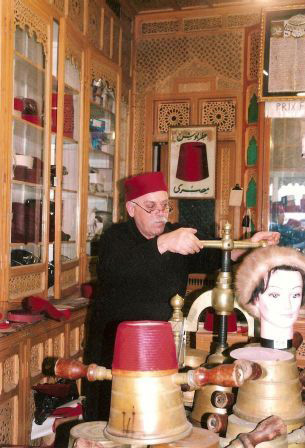
ورشة بلحسن الطرودي لصنع الطربوش بتونس

ما زال صنع الطربوش قائما إلى الآن في تونس في محل وحيد كائن بنهج القصبة عدد 187 مكرر لصاحبه بلحسن الطرودي[بحاجة لمصدر] ويسمى الطربوش في تونس (شاشية مجيدي) نسبة للسلطان عبد المجيد وشاشية اسطنبولي نسبة لاسطنبول.
في المغرب ما زالت صناعة الطربوش قائمة، وإن انحصر استعماله في الأعياد الدينية والمناسبات، ولدى الفرق الموسيقية الثراثية مثل فرق الطرب الأندلسي التي مازالت تعتمده زيا رسميا لها، بالإضافة إلى كبار السياسيين والمسؤولين المغاربة من وزراء الحكومة وملك البلاد محمد السادس.
ظلّ الطربوش لأجيال غطاء الرأس الوطني في الدولة العثمانية ثم الجمهورية التركية، إلى أن أصدر مصطفى كمال أتاتورك عام 1925 أمراً بإلغائه.

## رمزية الطربوش
كان الطربوش رمزًا ليس فقط للانتماء العثماني ولكن أيضًا للالتزام الديني بالإسلام. وكان أيضًا غطاء الرأس الرئيسي للمسيحيين واليهود أثناء الإمبراطورية العثمانية. في جنوب آسيا، تم تبني الطربوش بسبب ارتباطه بالإمبراطورية العثمانية.

رجل فلسطيني يرتدي الطربوش، يافا

خلال القرنين التاسع عشر وأوائل القرن العشرين، كان الطربوش غطاء الرأس المفضل للمسيحيين والمسلمين في البلقان، والتي كانت في ذلك الوقت لا تزال في الغالب تحت السيادة العثمانية. كانت هناك اختلافات في الطربوش في دول البلقان، والتي تنطوي بشكل أساسي على إضافة رموز دينية على الجبهة. في الجبل الأسود شبه المستقل، وهي دولة تابعة للإمبراطورية العثمانية تتمتع بالحكم الذاتي الكامل، ارتدى مواطنوها الأرثوذكس طرابيشهم بصليب يوناني على الجبهة. كان أنصار الحركة الإيليرية بين السلاف الجنوبيين، وخاصة في كرواتيا، يرتدون الطرابيش التي تحمل نجمة وهلالًا على المقدمة بغض النظر عن الدين، معتقدين أن الرمز يعود إلى ما قبل دخول الإسلام إلى البلقان. في عام 1850، حددت اللوائح في إمارة صربيا المستقلة حديثًا بشأن الزي الرسمي للضباط الوزاريين ارتداء الطرابيش الحمراء التي تعرض شعار النبالة الصربي. بين عامي 1936 و1939 في الانتداب البريطاني، كان الطربوش رمزًا للمقاومة القومية العربية ضد الصهيونية أثناء الثورة العربية في فلسطين.

## معرض الصور

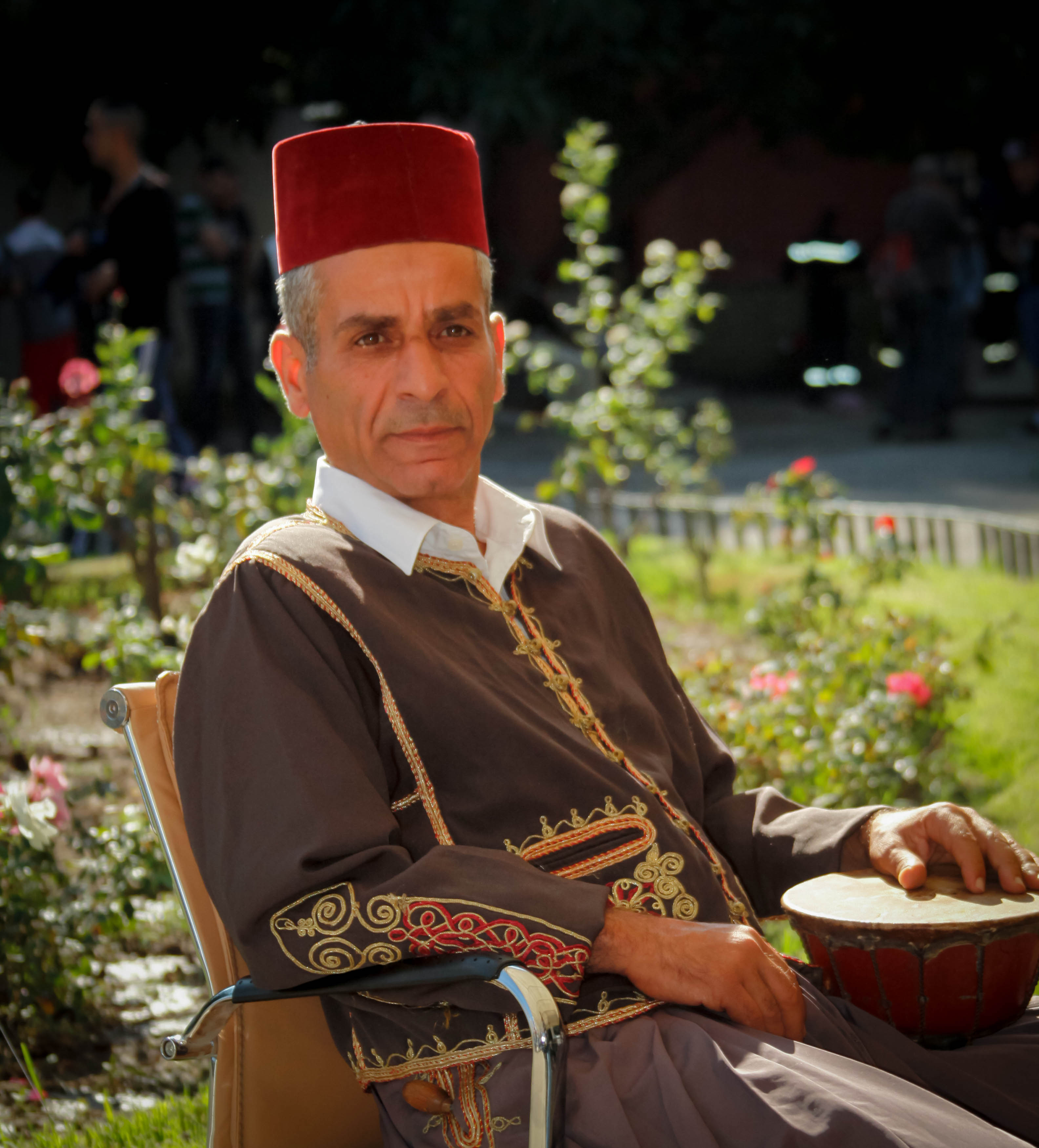
جزائري يرتدي طربوش
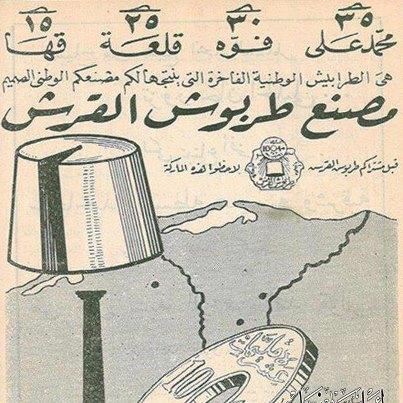
مصنع طربوش القرش في مصر
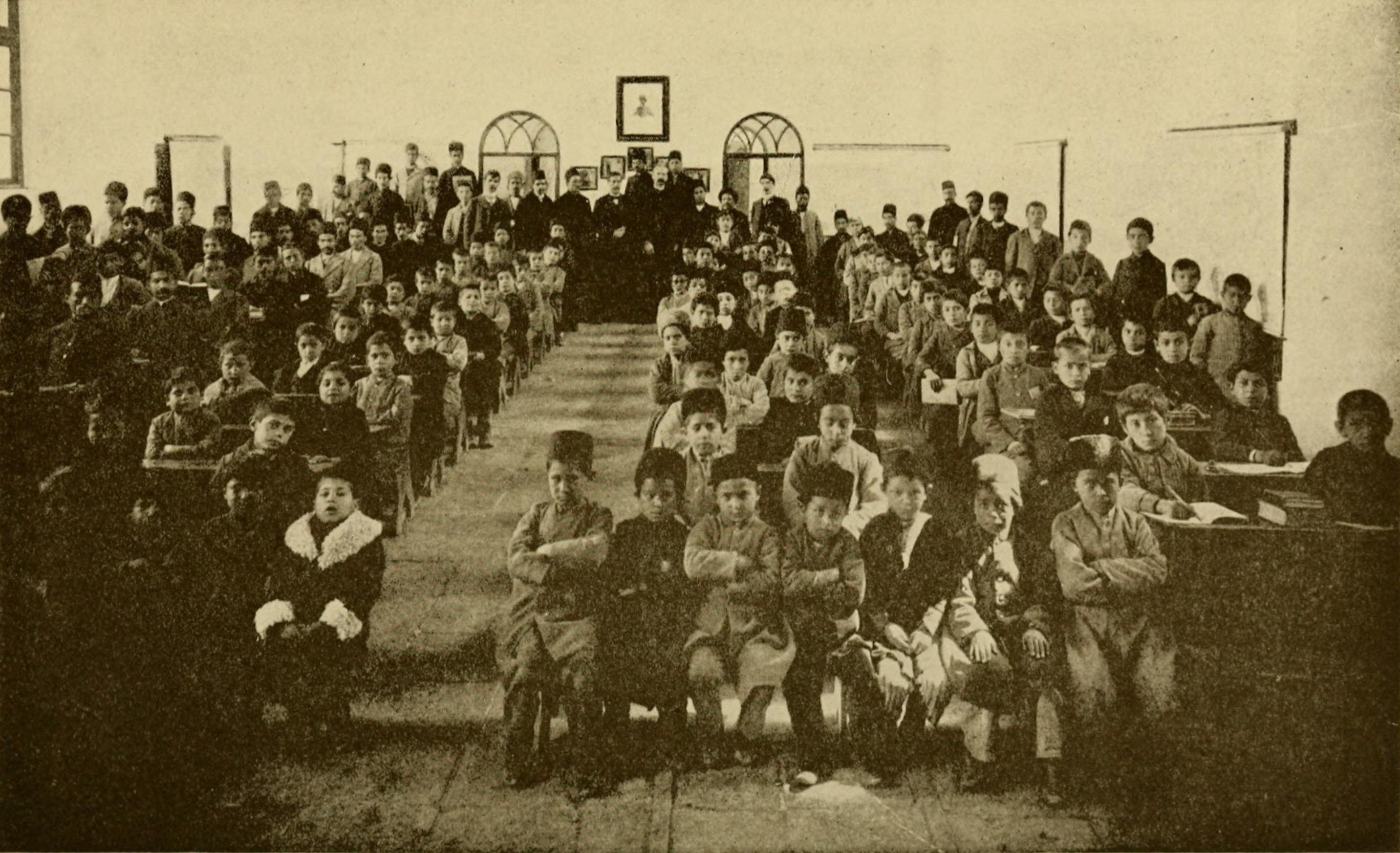
مدرسة طهرانية يديرها تبشيريون نصارى، يلبس الأطفال المسلمون فيها طرابيش
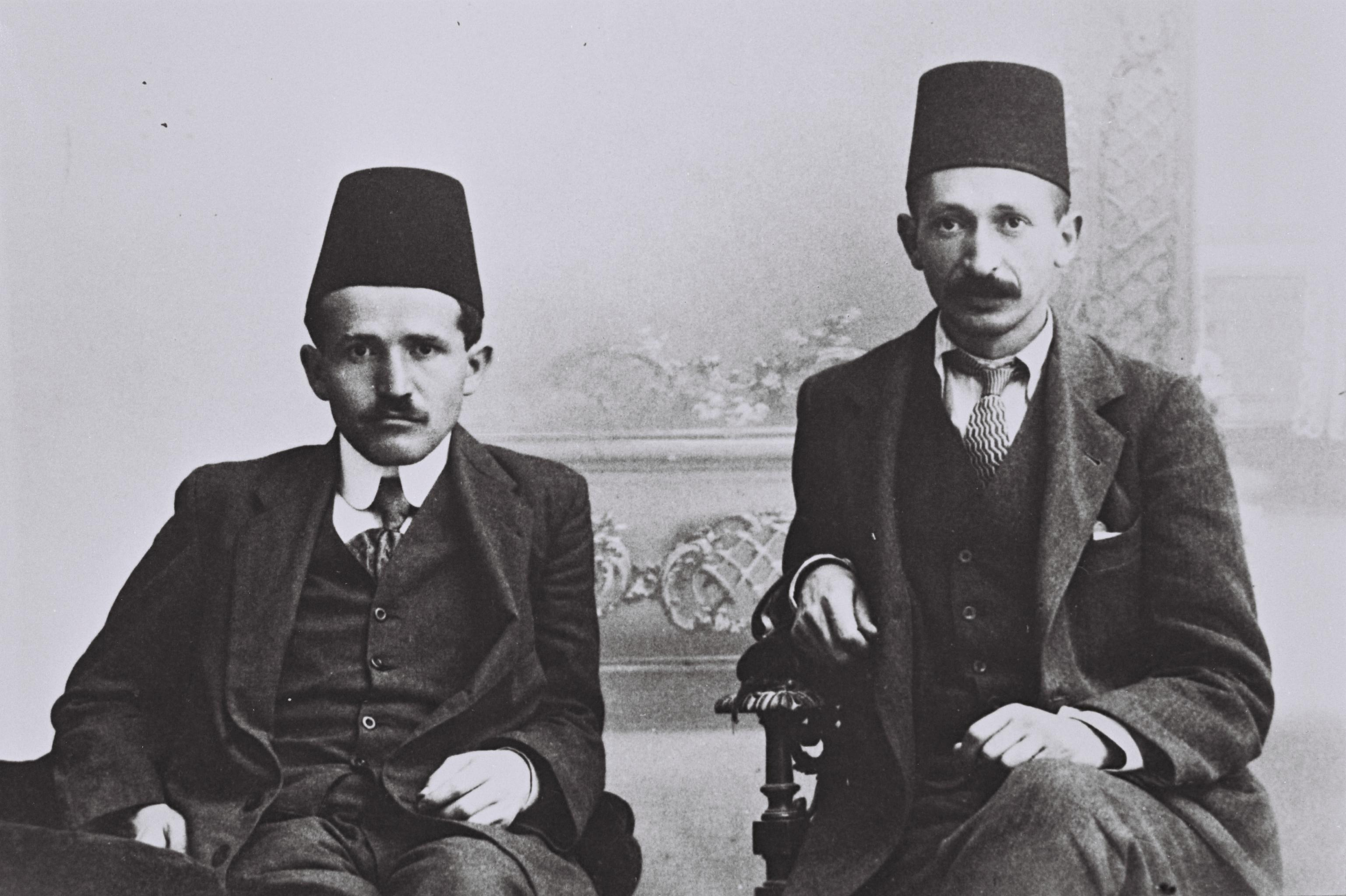
دافيد بن غوريون وإسحاق بن تسفي مُرتديان الطربوش
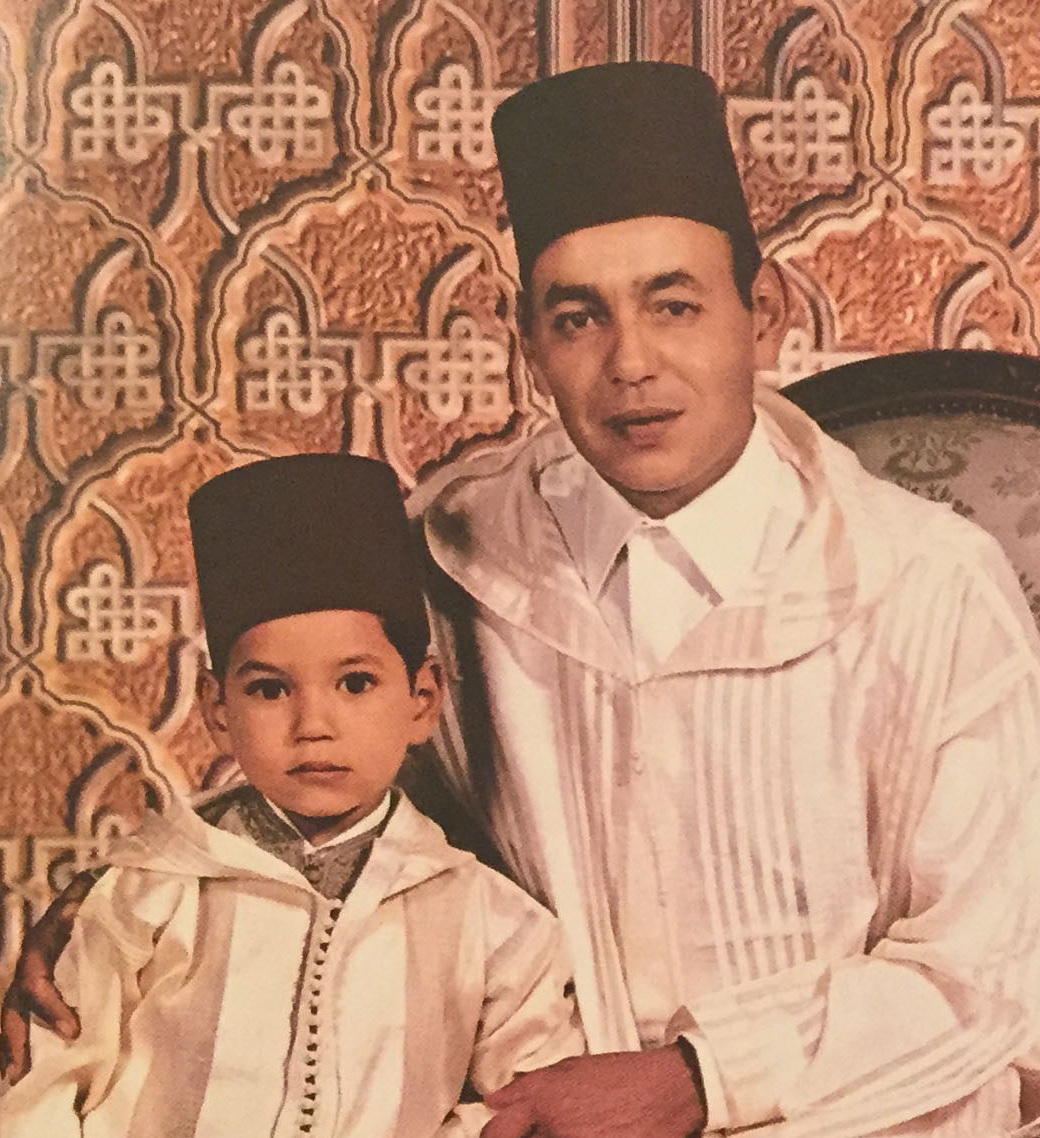
ولي العهد الأمير محمد مع والده الملك الحسن الثاني يرتدون الطربوش المغربي.
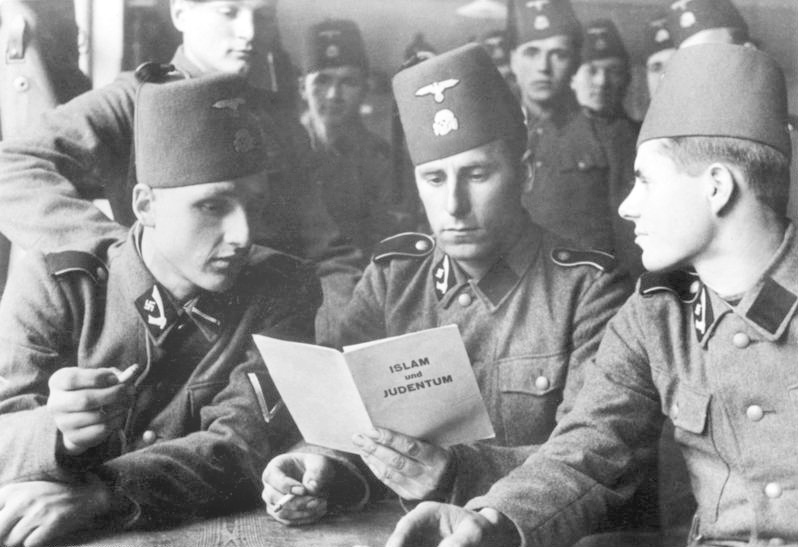
صورة الأرشيف الفيدرالي، الفرقة الجبلية الثالثة عشرة.